# Gröberstraße 20

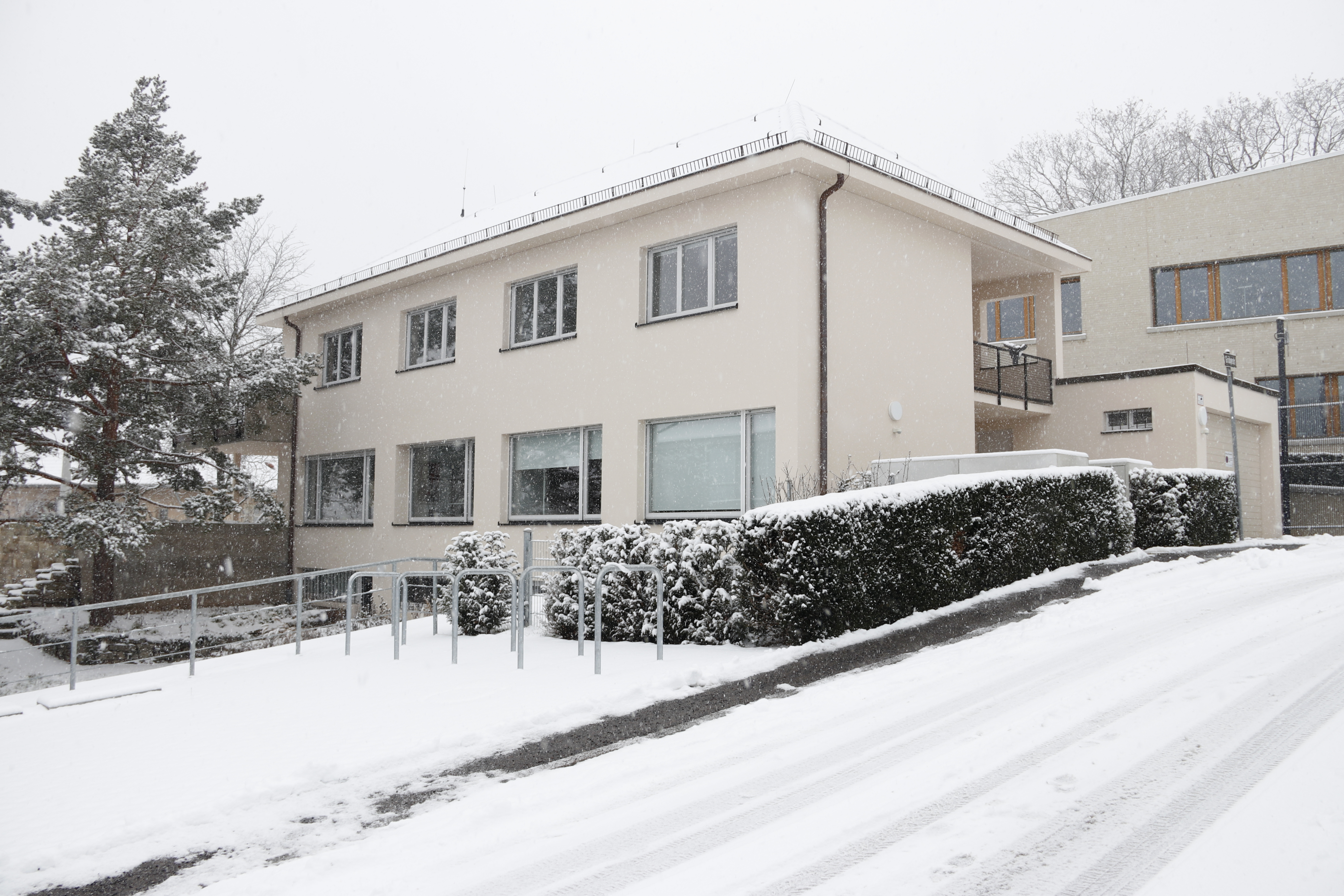
Gröberstraße 20 in Stuttgart (2021)

Das Gebäude Gröberstraße 20 in der baden-württembergischen Landeshauptstadt Stuttgart ist ein geschütztes Kulturdenkmal. Die Villa wurde vom Architekten Richard Döcker im Auftrag des Ingenieurs Wunibald Kamm erbaut. Das Gebäude ist heute im Eigentum des Landes Baden-Württemberg und wird, wie auch die benachbarte Villa Reitzenstein, vom Staatsministerium genutzt.
Das Bauwerk ist stilistisch dem Neuen Bauen und dem Kubismus zuzuordnen. Es wurde in den Jahren 1932 und 1933 als Wohnhaus für den Auftraggeber erbaut.
Ursprünglich hatte der Architekt das Gebäude mit einem Flachdach geplant, was jedoch gegen die damaligen Bauvorschriften verstieß. Nach einer langwierigen Auseinandersetzung mit der Stadt Stuttgart wurde das Gebäude dann mit einem Walmdach mit einer Neigung von 30° verwirklicht, wobei sich der Architekt hiervon weiterhin distanzierte.
Das Gebäude wurde nach 1945 zunächst von der französischen Armee, dann von der amerikanischen Militärregierung genutzt. 1958 wurde es an die Familie Kamm zurückgegeben, die es 1980 an das Land Baden-Württemberg verkaufte.